# Жуківці (Тернопільський район)
Жу́ківці —  село в Україні, у Зборівській міській громаді Тернопільського району Тернопільської області. Розташоване на заході району. До 2016 було підпорядковане Ярчовецькій сільраді. 
Поблизу Жуківців започатковується річка Гнила.
Населення — 49 осіб (2001).

## Історія
12 червня 2020 року, відповідно до розпорядження Кабінету Міністрів України № 724-р «Про визначення адміністративних центрів та затвердження територій територіальних громад Тернопільської області» увійшло до складу Зборівської міської громади.
19 липня 2020 року, в результаті адміністративно-територіальної реформи та ліквідації Зборівського району, село увійшло до складу Тернопільського району.

## Населення

### Мова
Розподіл населення за рідною мовою за даними :
| Мова       | Кількість | Відсоток |
| ---------- | --------- | -------- |
| українська | 272       | 100%     |

## Релігія
- церква святої Параскеви П'ятниці (1908; дерев'яна; перенесена із села Мшана (нині Зборівського району; збудована 1741)[4].

## Соціальна сфера
Діє клуб.

## Галерея

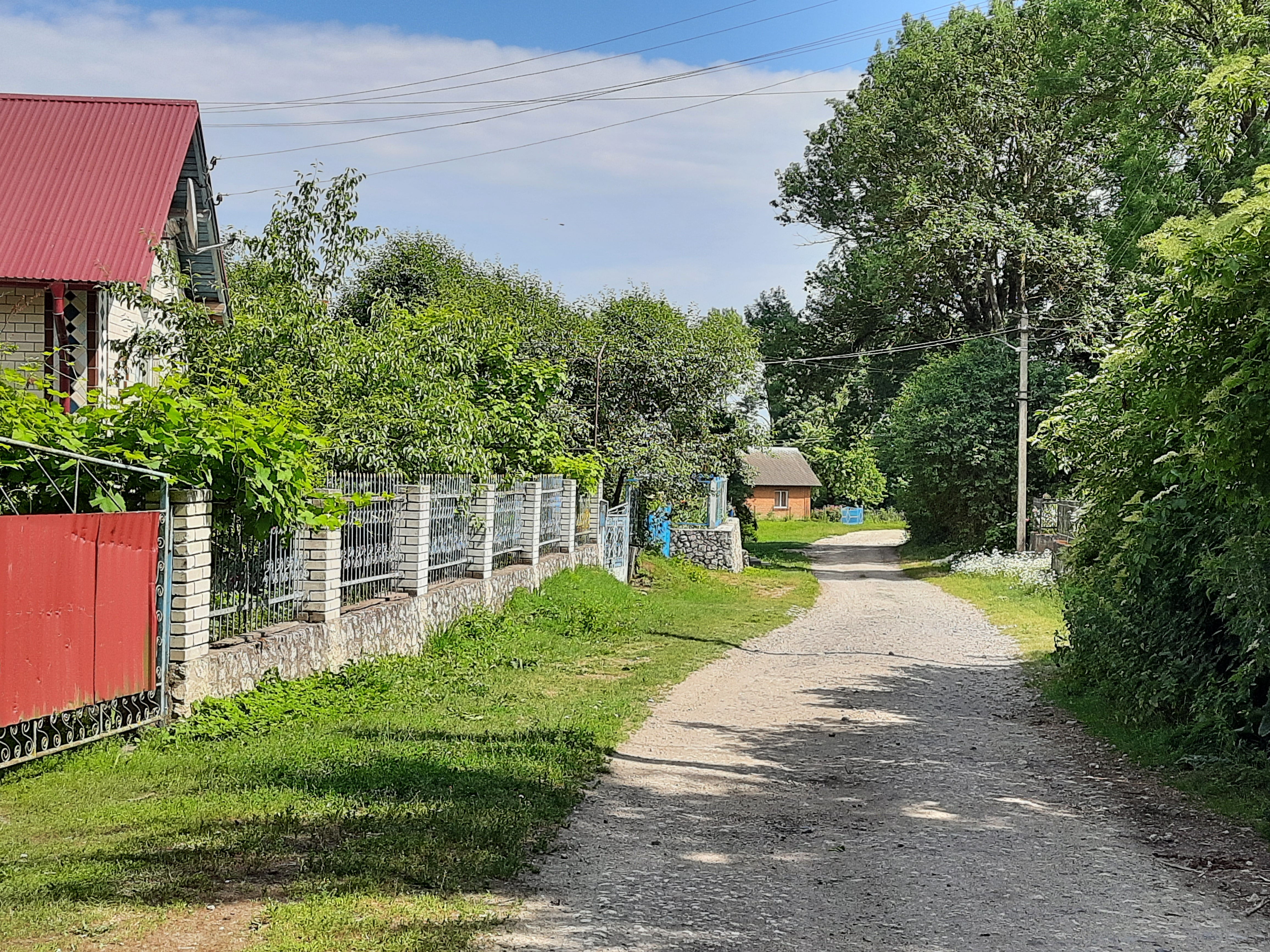
Сільська вулиця
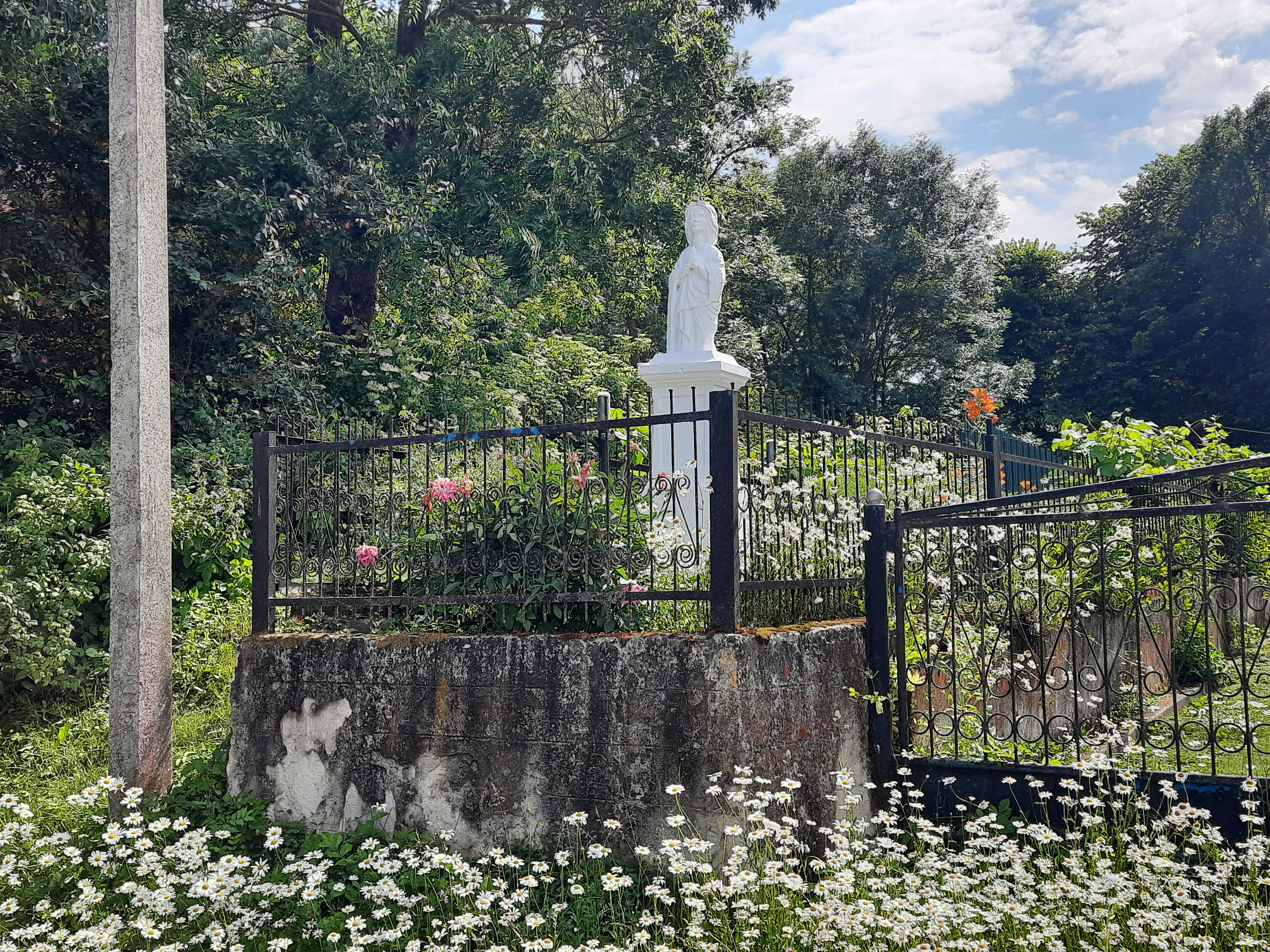
Статуя Божої Матері
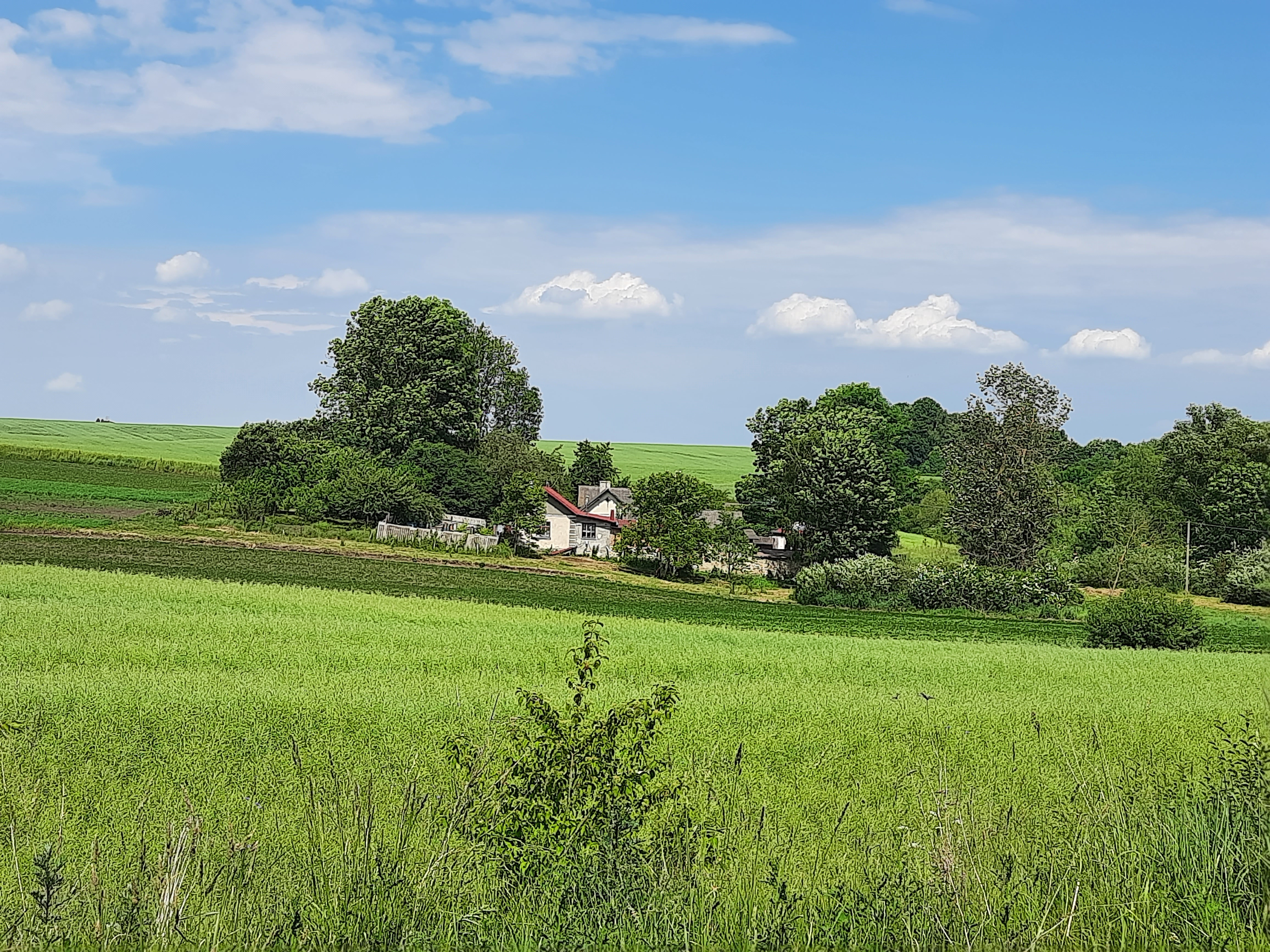
Сільський краєвид